# 両棒餅

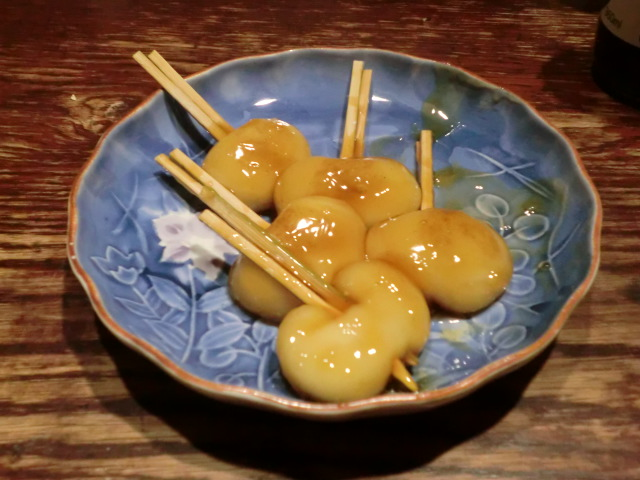
両棒餅

両棒餅（ぢゃんぼもち、じゃんぼもち）とは、鹿児島県で古くから親しまれている郷土菓子である。

## 概要
ジャンボという単語から、大きなものを意味するジャンボサイズを連想する者も多いが、両棒餅は一口サイズの餅である。
作り方は、もち米の粉に水を加えるか、もしくは突きたての餅を、耳たぶと同程度まで柔らかくして作った、直径3cmほどの平たい楕円形の団子を熱湯に入れ、浮いたものを水で冷やして水気を切り、少し素焼きにした後に竹串を2本刺して、とろみのある甘辛いタレをかける。
九州のみで生産されている強い粘りと上品な甘さが特徴の「ひよくもち米」に、ジャガイモのデンプンをまぶして柔らかくしている店や、もち米を大釜で蒸した直後に湯をかけることで、餅の水分量を極限まで増やした突きたての餅を使用している店もあり、それに香ばしい焼き目を付け提供されるぢゃんぼ餅は、一見みたらし団子が平べったくなったような形でありながら、柔らかさで伸びるトロトロのとろける食感が特徴。
ぢゃんぼ餅のタレは鹿児島県産の甘い醤油に砂糖を加えた、みたらし団子には無いあっさりした独特の甘辛さが特徴の、甘辛い醤油だれが主流だが、味噌だれも提供している店もあり、仙巌園の敷地内にある「両棒屋」では、きな粉と奄美大島産の黒砂糖を使用し、まろやかで甘くなりすぎない味に仕上げた黒糖きなこも提供している。
諸説あるが、南北朝時代、後醍醐天皇の子である懐良親王が鹿児島市の谷山城に滞在した際、谷山城主・谷山隆信が餅を作って2本の串を刺し、味噌と黒砂糖を煮詰めたものをかけて提供したのが初まりという逸話がある。江戸時代には、薩摩藩主の島津氏に谷山から献上されるようになったことから、ぢゃんぼ餅の存在が磯地域で広まったとされている。

## 専門店
近くに仙巌園もある磯海水浴場沿いには、ぢゃんぼ餅を提供する老舗の店が数軒並んでおり、店内で飲食もできる店だけでなく持ち帰り専門の店もあり、店によっては冷凍ぢゃんぼ餅も通信販売している。鹿児島県内では甘味店のみならず、スーパーマーケット、百貨店などでも販売している。鹿児島県ではイベント等で、ぢゃんぼ餅作りが体験できる機会があり、学校によっては家庭科の授業で作り方を学ぶ。
鹿児島出身のタレントでは柏木由紀、大園玲、上白石萌音と上白石萌歌なども幼い頃から食べていた他、長渕剛も幼い頃から父に連れられ、磯地区の両棒餅店の平田屋で何度も食べ、鹿児島に帰郷した際に妻子を含めた家族ぐるみで立ち寄った際の写真やサインも店内に飾られている。平田屋の隣りにある両棒餅店の中川家は『男はつらいよ 寅次郎紅の花』の鹿児島県ロケ最終日における撮影地でもあり、寅さんが店内で葛飾柴又へ電話をかける場面が撮影された。

## 名称の由来
ぢゃんぼという名称の語源は諸説ある。上級武士が脇に刀を2本差した姿に似ていることから「両棒」が転訛したもので、2つで一組みの物を意味する「両」は中国語で「リャン」と発音するため、これが鹿児島県で「ぢゃん」と訛り、明治10年頃から「ぢゃんぼ餅」という呼び名が広まったとする説がある。そのため、かつては五文餅（）や杉山兵子とも呼ばれていたという説もある。
片や、谷山隆信が懐良親王に提供した際、料理の名を聞かれ、とっさに「両棒（）」と言ったという説もある。